# Phialocephala
Phialocephala är ett släkte av svampar. Phialocephala ingår i familjen Vibrisseaceae, ordningen disksvampar, klassen Leotiomycetes, divisionen sporsäcksvampar och riket svampar.
|               | Anavirga |
|               | |
|               | Vibrissea |
|               | |
| Phialocephala | \| \| Phialocephala xalapensis \| \| \| \| \| \| Phialocephala fluminis \| \| \| \| \| \| Phialocephala humicola \| \| \| \| \| \| Phialocephala dimorphospora \| \| \| \| \| \| Phialocephala fusca \| \| \| \| \| \| Phialocephala virens \| \| \| \| \| \| Phialocephala compacta \| \| \| \| \| \| Phialocephala scopiformis \| \| \| \| |
|               | \| \| Phialocephala xalapensis \| \| \| \| \| \| Phialocephala fluminis \| \| \| \| \| \| Phialocephala humicola \| \| \| \| \| \| Phialocephala dimorphospora \| \| \| \| \| \| Phialocephala fusca \| \| \| \| \| \| Phialocephala virens \| \| \| \| \| \| Phialocephala compacta \| \| \| \| \| \| Phialocephala scopiformis \| \| \| \| |
|               | Acephala |
|               | |
|               | Chlorovibrissea |
|               | |
|               | Leucovibrissea |
|               | |
|               | Phialocephala xalapensis |
|               | |
|               | Phialocephala fluminis |
|               | |
|               | Phialocephala humicola |
|               | |
|               | Phialocephala dimorphospora |
|               | |
|               | Phialocephala fusca |
|               | |
|               | Phialocephala virens |
|               | |
|               | Phialocephala compacta |
|               | |
|               | Phialocephala scopiformis |
|               | |

|  | Phialocephala xalapensis    |
|  |                             |
|  | Phialocephala fluminis      |
|  |                             |
|  | Phialocephala humicola      |
|  |                             |
|  | Phialocephala dimorphospora |
|  |                             |
|  | Phialocephala fusca         |
|  |                             |
|  | Phialocephala virens        |
|  |                             |
|  | Phialocephala compacta      |
|  |                             |
|  | Phialocephala scopiformis   |
|  |                             |